# Józef Zabielski
Józef Zabielski (ur. 19 marca 1952 w Kropiwnicy, zm. 6 lutego 2025 w Białymstoku) – polski duchowny katolicki, teolog, etyk, prof. dr hab., prałat, kanonik gremialny Kolegiackiej Kapituły Krypniańskiej.

## Życiorys
Jest absolwentem Archidiecezjalnego Wyższego Seminarium Duchownego w Białymstoku (AWSD). Odbył studia specjalistyczne z teologii moralnej na Wydziale Teologii KUL w Lublinie, gdzie ukończył też Podyplomowe Studium Poradnictwa Psychologicznego i Psychoterapii dla Duchowieństwa. W roku akademickim 1993/1994 odbył studia i badania naukowe w Paryżu (Institute Catholique de Paris i na Sorbonie). Specjalizuje się w teologii moralnej i etyce teologicznej.
Pełni, od 2011, funkcję kierownika Katedry Teologii Moralnej Życia Społecznego w Instytucie Teologii Systematycznej Uniwersytetu Kardynała Stefana Wyszyńskiego w Warszawie. Od 2000 do 2003 zajmował stanowisko kierownika Podyplomowego Studium Katechetyczno-Pedagogicznego Uniwersytetu w Białymstoku. W latach 2000–2004 był rektorem Archidiecezjalnego Wyższego Seminarium Duchownego w Białymstoku.
Doktorat obronił na podstawie rozprawy „Personalistyczna koncepcja chrześcijańskiego miłosierdzia w ujęciu papieża Jana Pawła II” (KUL, Lublin, 10 maja 1989). Stopień doktora habilitowanego uzyskał z teologii moralnej na podstawie dorobku i rozprawy habilitacyjnej „Współczesny indyferentyzm religijny. Studium teologicznomoralne” (UKSW, Warszawa, 22 listopada 1999). Tytuł naukowy profesora został mu nadany przez Prezydenta RP Lecha Kaczyńskiego (Warszawa, 19 kwietnia 2007).

## Ważniejsze publikacje
- Współczesny indyferentyzm religijny: studium teologicznomoralne (1999)
- Prawda ludzkiego losu (2000)
- Wydobywanie dobra: teologia chrześcijańskiego miłosierdzia (2006)
- Odpowiedzialność za życie (2007)
- Wzrastanie w życiowym powołaniu (2008)
- Teologiczno-etyczne podstawy ładu społecznego (2010)